# Guillermina Motta i Cardona
Guillermina Motta i Cardona (* 26. Februar 1942 in Barcelona) ist eine katalanische Singer-Songwriterin, die ursprünglich in der Tradition der Nova Cançó Catalana aktiv war. In ihren späteren Phasen wirkte sie als Schauspielerin, Sprecherin und Moderatorin in Musikprogrammen von Radio und Fernsehen.

## Leben und Werk
Guillermina Motta trat 1963 Els Setze Jutges bei und veröffentlichte 1964 mit ihnen ihre erste Single Els esnobs („Die Snobs“). Sie pflegte auf Basis eigener Texte, auf Basis von übersetzten französischen Texten und auf Basis von Texten von Autoren wie Enric Barbat und Narcís Comadira, die explizit für sie geschrieben wurden, eine intime musikalisch Linie, die sich in Alben wie Visca l’amor (1968, „Es lebe die Liebe“), Cançons que estimo (1974, „Lieder, die ich liebe“), Canticel (1976, nach Texten von J. Carner), Una bruixa com les altres (1981, „Eine Hexe wie die anderen “) oder Íntim (1999) niederschlug.
Gleichzeitig realisierte sie einen hoch frivolen und ironischen Liedstil, der sich dem Kabarett annäherte. Beispiele für diesen Stil sind die Einspielungen Guillermina Show (1967), Remena nena (1970, katalanische Couplets), Tango (1972, zusammen mit Enric Barbat), Guillermotta en el país de las Guillerminas (1972, Briefe von M.V. Montalbán), Vota Motta (1977), Les Guillermines del Rei Salomó (1981) und Lluny de Malibú (1987).
1994 veröffentlichte sie nach langer Pause wieder ein Album mit vierzig ihrer bekanntesten Lieder. 1999 veröffentlichte sie das Album Íntim mit einer Zusammenstellung von Liedern französischer Autoren.
Nachdem sich Guillermina Motta um 2002 von der Musikbühne zurückgezogen hatte, wirkte sie als Schauspielerin, Rundfunksprecherin und Moderatorin in Musikprogrammen von Catalunya Ràdio.